# The Invention of Solitude
The Invention of Solitude (no Brasil: A Invenção da Solidão; Em Portugal: Inventar a Solidão) é o livro de memórias de estreia do escrito estadunidense Paul Auster, publicado em 1982. O livro é dividido em duas partes. A primeira parte, Portrait of an Invisible Man, trata da morte repentina do pai de Auster. A segunda parte, The Book of Memory, é uma narrativa em terceira pessoa.

## Desenvolvimento
Samuel Auster, pai do escritor estadunidense Paul Auster, morreu em janeiro de 1979. Pouco depois de receber a notícia da morte de Samuel Auster, Paul Auster resolveu escrever um livro sobre seu pai, pensando que, se não o fizesse, a “vida de Samuel Auster desapareceria junto com ele”.
Durante o processo de escrita, Auster lutou durante meses para escrever a segunda parte do que viria a ser The Invention of Solitude com um ponto de vista em primeira pessoa; em vez disso, acabou  narrando-a em terceira pessoa.

## Publicação
O livro The Invention of Solitude foi publicado em 1982 pela editora Sun de Nova Iorque em 1982. Tornou-se sua memória de estreia. Outras edições foram publicadas, uma pela Penguin Book em 1982 e outra pela Faber & Faber em 2005.
No Brasil, foi publicado pela primeira vez pela editora Companhia das Letras em 1999. O livro teve tradução de Rubens Figueiredo. Em Portugal, o livro foi publicado pela Edições ASA em 2004 sendo traduzido por José Vieira de Lima.

## Sinopses
The Invention of Solitude é dividido em duas partes, respectivamente intituladas Portrait of an Invisible Man e The Book of Memory. De acordo com a Encyclopædia Britannica, The Invention of Solitude é “tanto um livro de memórias sobre a morte de seu pai quanto uma meditação sobre o ato de escrever”.

### Portrait of an Invisible Man
Esta primeira parte de The Invention of Solitude trata da morte inesperada de Samuel Auster, e descreve sua vida, influência, e idiossincrasias.

### The Book of Memory
A segunda parte do livro é narrada na terceira pessoa, com Auster chamando a si mesmo de “A.”. O texto contém técnicas literárias experimentais influenciadas pela escrita francesa da época e passagens de crítica literária e de arte sobre criadores como Carlo Collodi e Johannes Vermeer, além de discutir sobre a trajetória de Pinóquio.

## Recepção
Publicado orginalmente me uma editora pequena, em entrevista ao jornalista Pedro Bial no programa Conversa com Bial, Auster confessou que o livro não causou um grande impacto definitivo em sua carreira, afirmando que após a publicação de The Invention of Solitude tomou 17 rejeições editoriais ao seu primeiro romance City of Glass.